# ChipCard TC-100
ChipCard TC-100（ちっぷかーど）は、1995年5月に日本アイ・ビー・エムが開発・販売したPCカード型簡易PDA。

## 特徴

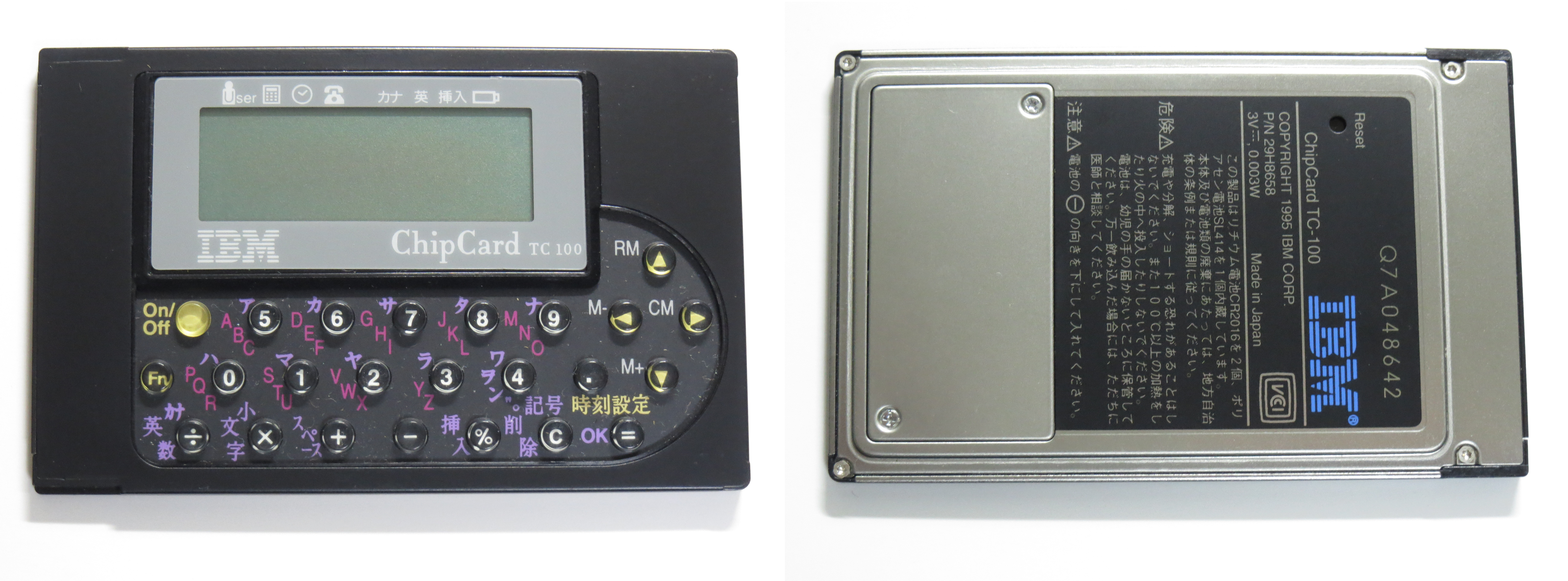
IBM ChipCard TC-100

PCMCIA 2.0/JEIDA4.1準拠のType2PCカードの形態をとるPDA。MS-DOSおよびWindows 95のドライバが供給されPCからはSRAMカードとして認識された。
本機単独では簡単な住所録、メモ機能と電卓機能が利用できる。住所録は約500件程度が保存可能、電卓は10桁まで計算することができる。
PCと連携することで、たんにデータ転送をしてPCのデータを閲覧するのみではなく無償で提供されるクロスアセンブラを利用することによりユーザーが独自に開発したアプリケーションを転送して本機の上で実行することができる。
内部にはOSなどは備えられておらず、最低限のブート機能と英数カナ文字のフォントデータが格納されているのみであるが、当時のパソコン通信(主にニフティサーブなど)のフォーラム上においてゲーム類やユーティリティーのみならず日本語テキスト表示プログラムやファイル管理システムなど各種フリーソフトが開発され、本機で実行できるアセンブラのソースコードを出力するC言語やBASICのサブセット言語も有志によって開発された。
当時あげられていた欠点としては液晶画面の狭さと日本語フォントを転送するとほとんどユーザ領域が残らないメモリの少なさ(対策としてユーザ作成の縮小フォントなどが存在した)、音声出力がないこと(PCMCIAの未使用端子を利用して外部スピーカーを繋ぐ改造が一部ユーザ間で実施され、これは後継機種のVW-200で正式にサポートされた)などがあげられた。
白、黄、赤、青、緑、黒の6色のカラーバリエーションが存在した。
発売当時の定価は19,800円。

## ハードウェアスペック
- CPU セイコーエプソン 8bit SMC88112
- メインメモリ 128KB(うち96KBユーザー領域)
- ディスプレイ モノクロSTN  72×24ドット
- 電源 コイン形リチウム電池CR2016 2個

## 後継機種
後継機種として液晶ディスプレイの拡大、メモリ領域の拡張などがされたChipCard VW-200が1996年2月に発売された。